# Allobates zaparo
Allobates zaparo – gatunek płaza bezogonowego z rodziny Aromobatidae. 

## Występowanie
Zamieszkuje Ekwador i północne Peru (region Loreto). Występuje na wschód od Andów w przedziale wysokości 200–1000 m n.p.m. Preferuje wilgotne, nizinne i położone na wzgórzach lasy tropikalne i rzeki w podobnym klimacie.